# نظام إنذار مبكر للمستعرات العظمى
نظام الإنذار المبكر للمستعرات العظمى أو SuperNova Early Warning System , هو عبارة عن شبكة من كواشف النيوترينو مصممة لكي تعطي علماء الفلك إنذار مبكر لوقوع مستعر أعظم قد يحدث في مجرتا أو في مجرة قريبة كسحابتي ماجلان مثلا. ذلك لأن المستعر الأعظم يطلق أعداد هائلة للغاية من النيوترونات التي أنتجتها نواته، ومن حيث المبدأ فإن النجم حين يتساحق على نفسه في مرحلة أخيرة قبل الانفجار فإنه يبعث بكميات هائلة من النيوترونات، هذه النيوترونات تصل إلى الأرض قبل وصول الضوء المرئي للانفجار لأنها انطلقت أساساً أثناء عملية الانسحاق، وفي هذه العملية تبدأ نواة النجم بالانكماش والانسحاق نحو الداخل لكن غلاف النجم أو طبقته الخارجية لا تتأثر كثيراً بهذه المسألة لذا لا يبدو لنا أن النجم يتعرض لأي شيء، وفي جميع الأحوال فإن هذا الأمر قد يستمر بضعة دقائق أو ساعات فقط من إطلاق النيوترونات قبل أن ينفجر النجم بشكل نهائي مطلقاً الضوء المرئي.
هدف هذه الرواصد هو كشف وتعقب هذه النيوترونات التي تنبعث من النجم قبل الانفجار لكي يتسنى للفلكيين الوقت الكافي لكي يوجهوا مراقيبهم نحو هذا النجم ويتابعوا حدث الانفجار. أعداد النجوم بالترليونات لذا لا يمكن تسليط مقراب خاص لكل واحد منها لمدة 24 ساعة وينتظر متى ينفجر، لأن معدل الانفجار أساساً في مجرة كدرب التبانة يبلغ مستعراً واحداً كل 25-30 سنة من أصل مئتي مليار نجم في المجرة.
يعمل في خدمة النظام أكثر من خمسة مراصد حول العالم مسخرة لاكتشاف النيوترونات التي تنبئ بحدوث مستعر أعظم.
المستعر الأعظم 1987 إيه حدث في العام 1987 ولم يتمكن العلماء من مشاهدة لحظة الانفجار مع أنه كانت هناك كواشف رصدت موجة كثيفة من النيوترونات بدأت قبل الانفجار بثلاث ساعات، لكن أحداً من العلماء لم يُعر هذه النيوترونات أي اهتمام حيث لم يكن من المتوقع أنها تنبعث من النجم قبل أن ينفجر.
بدأ النظام بالعمل منذ العام 2004, وحتى العام 2015 لم يكتشف أي نيوترونات, مع العلم أنه منذ أن بدأ الرصد البشري للأجرام السماوية لم يسبق لأحد أن شاهد مستعراً أعظماً في لحظة الانفجار، ويتوقع أن يكون المستعر الأعظم التالي هو أول المستعرات التي يشاهدها البشر على الإطلاق.

## الأنواع المطلوبة
لا تتساوى المستعرات العظمى في مسألة إطلاق النيوترونات، جيث أن للمستعرات العظمى أنواع وأصناف كثيرة ومتعددة، النوع المطلوب هو ذاك الذي ينكمش وينسحق على نفسه قبل أن ينفجر مرة واحدة.
حدث مستعر أعظم في 2014 لكنه لم يكن من النوع المطلوب حيث لم يصل إلى الأرض أي نيوترونات بسبب البعد الكبير للمجرة التي حدث فيها الانفجار وهي مسييه 82, التي انفجر فيها المستعر SN 2014J.

## وصلات خارجية
- موقع رسمي لنظام الإنذار (لغة إنجليزية.)